# Ordinateur domestique

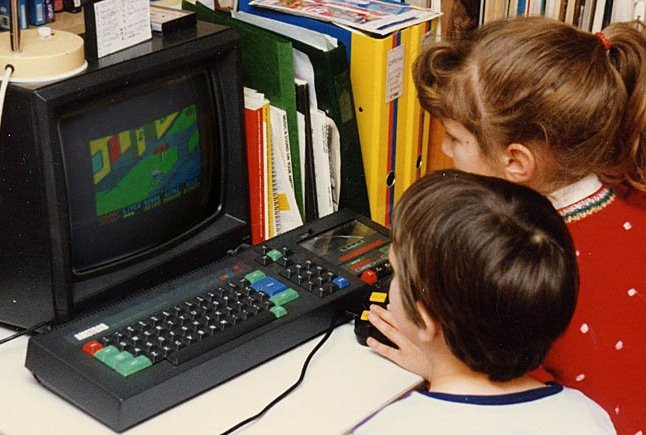
Enfants jouant sur un ordinateur Amstrad CPC464.

Un ordinateur domestique était un type de micro-ordinateur qui est apparu en 1977 est qui est devenu courant dans les années 1980. L'ordinateur domestique était commercialisé auprès des consommateurs comme un ordinateur abordable et accessible qui, pour la première fois, était destiné à l'usage d'un seul utilisateur non technique. Ces ordinateurs constituaient un segment de marché distinct et  coûtaient généralement beaucoup moins cher que les ordinateurs commerciaux, scientifiques ou d'ingénierie de l'époque, tels que ceux fonctionnant sur CP/M ou le PC IBM. Ils étaient généralement moins puissants en termes de mémoire et d'extensibilité. Cependant, un ordinateur domestique avait souvent de meilleurs graphismes et un meilleur son que les ordinateurs professionnels de la même époque. Leurs utilisations les plus courantes étaient les jeux vidéo, mais ils étaient aussi régulièrement utilisés pour le traitement de texte, les devoirs et la programmation.
Les ordinateurs domestiques étaient disponibles sous forme de kits électroniques ou d'appareils déjà assemblés dans des boîtiers élégants en métal ou en plastique. Certains, comme le Sinclair ZX80, étaient disponibles dans les deux formats.
Les publicités pour les premiers ordinateurs domestiques dans la presse écrite abondaient de possibilités d'utilisations pratiques à la maison, allant du catalogage de recettes à la finance personnelle en passant par la domotique,, mais ces utilisations étaient rarement réalisées dans la pratique. Par exemple, l'utilisation d'un ordinateur domestique des années 1980 comme appareil de domotique nécessitait que l'ordinateur reste allumé en permanence et se consacre à cette tâche. La gestion des finances personnelles et des bases de données nécessitait une saisie de données fastidieuse.
En revanche, les annonces dans la presse informatique spécialisée se contentaient souvent d'énumérer les spécifications de l'appareil, en supposant un utilisateur averti qui avait déjà des applications en tête,. Si aucun logiciel commercial n'était disponible pour une application particulière, l'utilisateur de l'ordinateur pouvait en programmer un, à condition d'avoir investi les heures nécessaires pour apprendre la programmation informatique, ainsi que les particularités de son appareil,. La plupart des appareils étant livrés avec le langage de programmation BASIC inclus dans la ROM du système, il était facile pour les utilisateurs de créer des applications simples. De nombreux utilisateurs ont trouvé que la programmation était une expérience amusante et enrichissante, et une excellente introduction au monde de la technologie numérique.
La ligne de démarcation entre les ordinateurs professionnels et domestiques a disparu lorsque les ordinateurs compatibles IBM sont devenus couramment utilisés à la maison, car alors, les deux catégories d'ordinateurs utilisaient les mêmes architectures de processeur, périphériques, systèmes d'exploitation et applications. Souvent, la seule différence était le point de vente où ils étaient achetés. Un autre changement par rapport à l'ère de l'ordinateur domestique est que l'effort autrefois commun d'écrire ses propres programmes a presque disparu à cette époque,.

## Historique

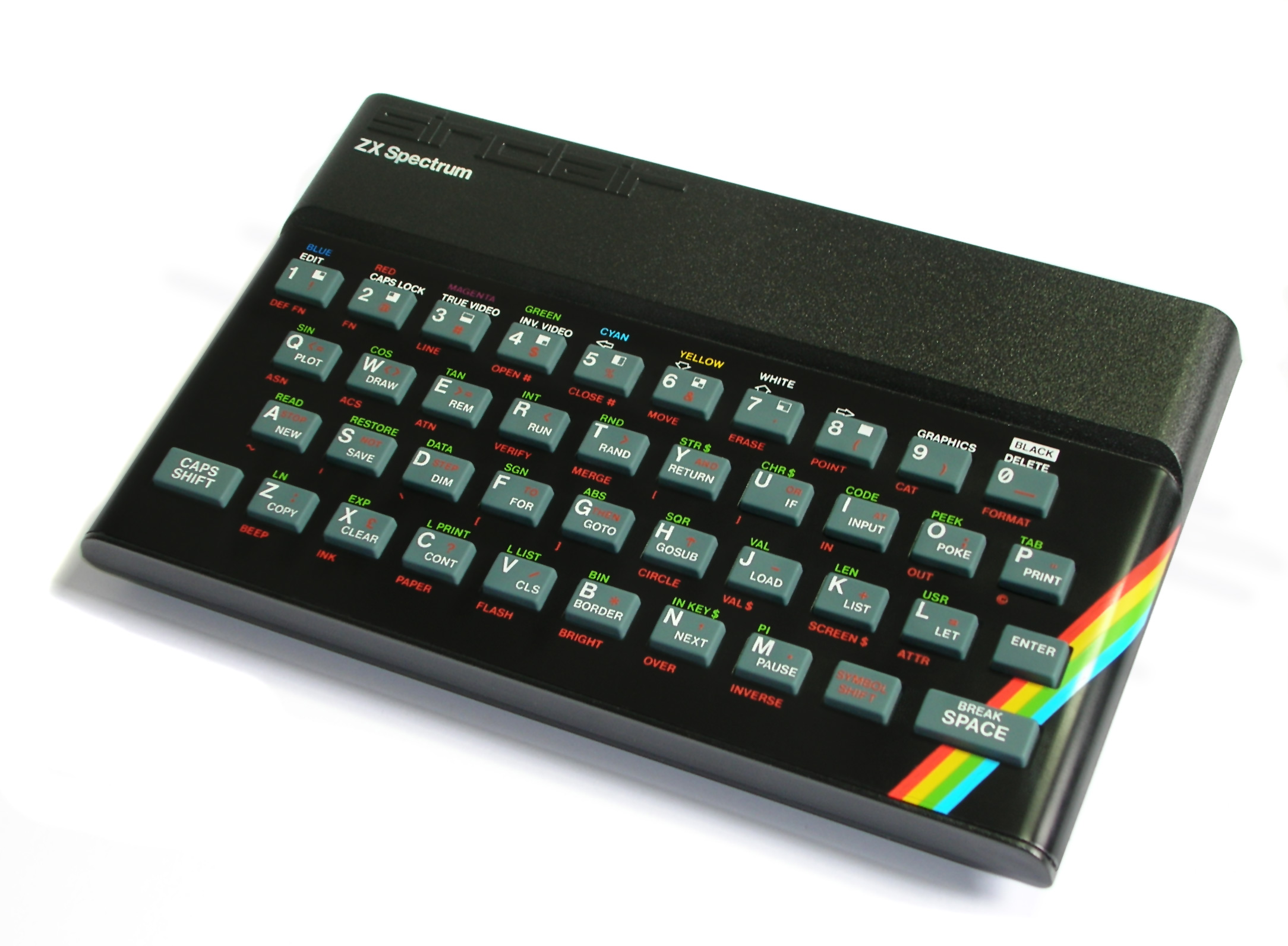
L'ordinateur domestique Sinclair 48K ZX Spectrum, ordinateur populaire du début des années 80

Dès 1965, certains projets expérimentaux, comme ECHO IV (en) de Jim Sutherland, ont exploré l'utilisation d'un ordinateur domestique,. En 1969, l'ordinateur de cuisine Honeywell (en) a été commercialisé comme un article de luxe et aurait inauguré l'ère de l'informatique domestique, mais aucun exemplaire n'a été vendu.
Les ordinateurs sont devenus abordables pour le grand public dans les années 1970 grâce à la production de masse du microprocesseur à partir de 1971. Les premiers micro-ordinateurs tels que l'Altair 8800 étaient équipés d'interrupteurs et de voyants de diagnostic (surnommés blinkenlights (en)) montés en façade pour contrôler et indiquer l'état du système interne, et étaient souvent vendus en kit aux amateurs. Ces kits contenaient une carte de circuit imprimé vide que l'acheteur remplissait avec les circuits intégrés, d'autres composants électroniques individuels, des fils et des connecteurs, puis soudait à la main toutes les connexions.
Alors que deux des premiers ordinateurs domestiques (Sinclair ZX80 et Acorn Atom (en)) pouvaient être achetés soit sous forme de kit soit préassemblés, la plupart des ordinateurs domestiques n'étaient vendus que préassemblés. Ils étaient contenus dans des boîtiers en plastique ou en métal d'une apparence similaire à celle des boîtiers de machines à écrire ou d'appareils hi-fi, qui étaient plus familiers et plus attrayants pour les consommateurs que les boîtiers métalliques industriels utilisés par l'Altair 8800 et les ordinateurs similaires. Le clavier - une caractéristique qui faisait défaut à l'Altair - était généralement intégré dans le même boîtier que la carte mère.
Les ports pour les périphériques tels qu'un écran, une cassette audio, une manette de jeu et (plus tard) un lecteur de disque étaient soit intégrés, soit disponibles sur des cartes d'extension. Bien que la série Apple II disposait de fentes d'extension internes, la plupart des autres modèles d'ordinateurs domestiques utilisaient des ports d'extension accessibles de l'extérieur qui servaient également à brancher des cartouches de jeu vidéo. Habituellement, le fabricant vendait des périphériques conçus pour être compatibles avec son ordinateur comme accessoires à coût supplémentaire. Les périphériques et les logiciels n'étaient pas souvent interchangeables entre les différentes marques d'ordinateurs domestiques, ni même entre les modèles successifs d'une même marque.
Pour économiser le coût d'un écran dédié, l'ordinateur domestique se connectait souvent par un modulateur RF au téléviseur familial, qui servait à la fois d'écran vidéo et de système de son.
En 1982, on estimait à 621 000 le nombre d'ordinateurs domestiques dans les foyers américains, à un prix de vente moyen de 530 dollars américains (équivalent à 1 404 dollars en 2019). Après le succès du Radio Shack TRS-80, du Commodore PET et de l'Apple II en 1977, presque tous les fabricants d'électronique grand public se sont empressés d'introduire un ordinateur domestique. Un grand nombre de nouvelles machines de tous types ont commencé à apparaître à la fin des années 70 et au début des années 80. Mattel, Coleco, Texas Instruments et Timex, dont aucun n'avait de lien préalable avec l'industrie informatique, disposaient tous de gammes d'ordinateurs domestiques de courte durée au début des années 80. Certains ordinateurs domestiques ont eu plus de succès - le BBC Micro, Sinclair ZX Spectrum, Atari 800XL et Commodore 64 ont vendu de nombreuses unités pendant plusieurs années et ont attiré le développement de logiciels tiers.
Presque toujours, les ordinateurs domestiques disposaient d'un interpréteur BASIC combiné à un éditeur ligne par ligne en mémoire morte que l'on pouvait utiliser pour composer des programmes BASIC et les exécuter ou les enregistrer sur bande magnétique ou sur disque. En mode direct, l'interpréteur BASIC servait également d'interface utilisateur et se voyait confier des tâches telles que le chargement, la sauvegarde, la gestion et l'exécution de fichiers, à l'exception du Jupiter Ace, qui avait un interpréteur Forth au lieu de BASIC. Un langage de programmation intégré était considéré comme une nécessité pour tout ordinateur de l'époque, et était la principale caractéristique qui distinguait les ordinateurs domestiques des consoles de jeux vidéo.
Pourtant, les ordinateurs domestiques étaient en concurrence sur le même marché que les consoles de jeu vidéo. Un ordinateur domestique était souvent considéré comme un simple achat haut de gamme par rapport à une console, ajoutant des capacités et un potentiel de productivité à ce qui serait autrement un appareil de jeu. Une tactique de marketing courante consistait à montrer un ordinateur domestique et une console jouant côte à côte, puis à mettre l'accent sur la capacité supérieure de l'ordinateur en le montrant en train d'exécuter des programmes créés par l'utilisateur, des logiciels éducatifs, des traitements de texte, des tableurs et d'autres applications alors que la console de jeu affichait un écran vide ou continuait à jouer au même jeu répétitif. Une autre capacité des ordinateurs domestiques qui faisait défaut aux consoles de jeux de l'époque était la possibilité d'accéder à des services à distance par des lignes téléphoniques en ajoutant une interface de port série, un modem et un logiciel de communication. Bien que cela puisse être coûteux, cela permettait à l'utilisateur de l'ordinateur d'accéder à des services comme Compuserve et à des babillards électroniques privés ou d'entreprise pour poster ou lire des messages, ou pour télécharger ou charger des logiciels. Certains passionnés disposant d'ordinateurs dotés d'une grande capacité de stockage et d'une ligne téléphonique dédiée géraient leurs propres babillards. Cette capacité a permis d'anticiper l'Internet, vingt ans à l'avance.
Certaines consoles de jeu proposent des packs de programmation consistant en une version de BASIC dans une cartouche de jeu vidéo. La cartouche BASIC Programming (en) de l'Atari 2600 était l'un de ces packs. Pour la console ColecoVision, Coleco a même annoncé un module d'extension qui la transformerait en un ordinateur à part entière. La console de jeu Videopac avait un clavier intégré pour supporter son module d'ordinateur domestique C7420.
Il existait des livres de listings de programmes à saisir (type-in program (en) listings), comme BASIC Computer Games, consacrés aux BASIC de la plupart des modèles d'ordinateurs, avec des titres du type 64 Amazing BASIC Games for the Commodore 64 (64 jeux BASIC étonnants pour le Commodore 64). Si la plupart des programmes de ces livres étaient des jeux courts et simples ou des démos, certains titres, comme la série SpeedScript (en) de Compute!, contenaient des logiciels de productivité qui rivalisaient avec les logiciels commerciaux. Pour éviter le fastidieux processus de saisie d'un listings de programmes à saisir d'un livre, ces livres comprenaient parfois une offre par courrier de l'auteur pour obtenir les programmes sur disquette ou cassette pour quelques dollars. Avant l'Internet, et avant que la plupart des propriétaires d'ordinateurs ne disposent d'un modem, les livres étaient un moyen populaire et peu coûteux de distribution de logiciels - un moyen qui avait l'avantage d'incorporer sa propre documentation. Ces livres ont également servi à familiariser les nouveaux propriétaires d'ordinateurs avec les concepts de la programmation ; certains titres ont ajouté des suggestions de modifications à apporter aux programmes pour que l'utilisateur puisse les réaliser. Appliquer un correctif pour modifier un logiciel afin qu'il soit compatible avec son système ou écrire un programme utilitaire pour répondre à ses besoins étaient des compétences que tout propriétaire d'ordinateur avancé était censé posséder.
Pendant l'âge d'or du marché des ordinateurs domestiques, des dizaines de modèles ont été produits, généralement sous la forme de projets de conception individuels, sans que la compatibilité entre les différents fabricants ou même au sein des lignes de produits d'un même fabricant soit prise en compte. À l'exception de la norme japonaise MSX, le concept de plate-forme informatique était encore en gestation, la plupart des entreprises considérant que la compatibilité rudimentaire du langage BASIC et du format de disque était suffisante pour affirmer qu'un modèle était compatible. Les choses étaient différentes dans le monde des affaires, où les propriétaires de petites entreprises soucieux des coûts utilisaient des systèmes d'exploitation CP/M fonctionnant sur des microprocesseurs Zilog Z80 d'Osborne Computer Corporation (en), Kaypro, George Morrow (en) et une foule d'autres fabricants. Pour beaucoup de ces entreprises, le développement du micro-ordinateur a rendu l'informatique et les logiciels commerciaux abordables là où ils ne l'étaient pas auparavant.
Introduit en août 1981, l'IBM PC allait finalement supplanter le CP/M comme plate-forme standard utilisée dans les entreprises grâce, en grande partie, au nom d'IBM et à l'architecture ouverte 16 bits du système qui décuplait la mémoire vive maximale et encourageait la production de clones. À la fin des années 1970, la série Apple II basée sur la technologie 6502 s'était taillé une place de choix dans le monde des affaires, grâce à la première application phare du secteur, VisiCalc, sortie en 1979. Cependant, l'Apple II a rapidement été remplacé dans les bureaux par des IBM PC et des compatibles IBM PC exécutant Lotus 1-2-3. L'Apple III de 1980 d'Apple Computer a été décevant, et bien que la version 1984 de l'Apple Macintosh ait introduit l'interface graphique moderne, cette interface ne s'est pas imposée jusqu'à ce que les ordinateurs compatibles IBM l'adoptent. Tout au long des années 1980, les entreprises, grandes et petites, ont adopté la plate-forme IBM PC, ce qui a conduit, à la fin de la décennie, à des machines de type IBM PC XT de marque peu connue, à moins de 1 000 dollars US, faites de pièces fabriquées en Asie et vendues par des sociétés américaines comme PCs Limited (aujourd'hui Dell).
En 1980, Wayne Green (en), l'éditeur de Kilobaud Microcomputing (en), recommandait aux entreprises d'éviter le terme « ordinateur domestique » dans leur publicité car « je pense que c'est autolimitant pour les ventes ... Je préfère le terme « micro-ordinateur », car il ne limite pas les utilisations de l'équipement dans l'imagination des clients potentiels ». À l'exception de Tandy, la plupart des sociétés informatiques - même celles qui réalisaient la majorité de leurs ventes auprès des particuliers - ont commencé à éviter le terme ordinateur domestique en raison de son association avec l'image, comme l'a écrit Compute!, « d'une "machine de faible puissance et bas de gamme, principalement adaptée aux jeux ». Apple a évité, de façon systématique, de déclarer qu'il s'agissait d'une société d'informatique domestique, et a décrit l'Apple IIc comme « un ordinateur sérieux pour l'utilisateur domestique sérieux » malgré la concurrence avec l'ordinateur domestique IBM PCjr. John Sculley (alors PDG d'Apple) a nié que sa société vendait des ordinateurs domestiques ; il a plutôt déclaré qu'Apple vendait « des ordinateurs pour une utilisation à domicile »,,. En 1990, la société aurait refusé de prendre en charge les manettes sur ses ordinateurs Macintosh LC et Macintosh IIsi à bas prix pour empêcher les clients de les considérer comme des machines de jeu.
Bien que les ordinateurs Apple II et Atari soient fonctionnellement similaires, le marketing d'Atari, axé sur la maison, a donné lieu à une bibliothèque de jeux très riche avec beaucoup moins de logiciels professionnels. À la fin des années 1980, de nombreux commerçants de masse vendaient des consoles de jeux vidéo comme le Nintendo Entertainment System, mais ne vendaient plus d'ordinateurs domestiques.
Vers la fin des années 1980, les clones sont également devenus populaires auprès des clients non professionnels. Des clones peu coûteux et hautement compatibles ont réussi là où le PCjr avait échoué. Les amateurs qui avaient constitué la majorité du marché des ordinateurs domestique ont été remplacés, comme l'a décrit Compute!, par « des personnes qui veulent de temps en temps ramener du travail à la maison, jouer à un jeu de temps en temps, en apprendre davantage sur les ordinateurs et aider à l'éducation de leurs enfants ». En 1986, les experts de l'industrie ont prédit un Noël MS-DOS, et le magazine a déclaré que les clones menaçaient la domination de Commodore, Atari et Apple sur le marché des ordinateurs domestiquesr.
La baisse du coût des compatibles IBM, d'une part, et l'augmentation considérable des capacités graphiques, sonores et de stockage des consoles de jeux vidéo de quatrième génération telles que la Sega Genesis et la Super Nintendo Entertainment System, d'autre part, se sont combinées pour faire disparaître le segment de marché des ordinateurs domestiques au début des années 1990 aux États-Unis. En Europe, l'ordinateur domestique est resté une présence distincte pendant quelques années encore, les modèles bas de gamme des familles Amiga et Atari ST 16 bits étant les acteurs dominants, mais au milieu des années 1990, même le marché européen avait diminué.
Le gouvernement néerlandais a même mis en place un programme qui permettait aux entreprises de vendre des ordinateurs en franchise d'impôt à leurs employés, souvent accompagné de programmes de formation à domicile. Naturellement, ces entreprises ont choisi d'équiper leurs employés avec les mêmes systèmes qu'elles utilisaient elles-mêmes. Aujourd'hui, un ordinateur acheté pour être utilisé à domicile n'importe où sera très semblable à ceux utilisés au bureau - fabriqué par les mêmes fabricants, avec des périphériques, des systèmes d'exploitation et des logiciels d'application compatibles.

## Interférences radioélectriques
Après l'arrivée de la première vague de consoles de jeux et d'ordinateurs domestiques dans les foyers américains, la Commission fédérale des communications (FCC) des États-Unis a commencé à recevoir des plaintes pour interférences électromagnétiques à la réception de la télévision. En 1979, la FCC a exigé que les fabricants d'ordinateurs domestiques soumettent des échantillons pour des tests d'interférence de fréquence radio. Il a été constaté que les ordinateurs domestiques de première génération émettaient trop de bruit de fréquence radio pour une utilisation domestique.
Les Atari 400 et 800 ont été conçus avec un lourd blindage RF pour répondre aux nouvelles exigences. Entre 1980 et 1982, la réglementation régissant l'émission de radiofréquences par les ordinateurs domestiques a été progressivement mise en place. Certaines sociétés ont fait appel à la FCC pour qu'elle renonce aux exigences applicables aux ordinateurs domestiques, tandis que d'autres (dont les conceptions étaient conformes aux normes) se sont opposées à cette renonciation. Finalement, les techniques de suppression des interférences ont été normalisées.

## L'accueil et l'impact sociologique
Voir aussi : La révolution des micro-ordinateurs
En 1977, se référant aux ordinateurs utilisés dans la domotique à l'aube de l'ère de l'informatique domestique, le PDG de Digital Equipment Corporation, Ken Olsen, aurait déclaré : « Il n'y a aucune raison pour qu'un individu ait un ordinateur chez lui ». Malgré l'avertissement d'Olsen, à la fin des années 1970 et au début des années 1980, il était largement prédit que les ordinateurs allaient bientôt révolutionner de nombreux aspects de la vie domestique et familiale comme ils l'avaient fait pour les entreprises dans les décennies précédentes. Les mères conserveraient leur catalogue de recettes dans des bases de données d'ordinateur de cuisine et se tourneraient vers une base de données médicales pour obtenir de l'aide pour les soins aux enfants, les pères utiliseraient l'ordinateur pour gérer les finances de la famille et suivre l'entretien de la voiture. Les enfants utiliseraient des encyclopédies en ligne pour leurs travaux scolaires et seraient de fervents amateurs de jeux vidéo. L'ordinateur serait même chargé de garder les enfants plus jeunes. La domotique permettrait de créer la maison intelligente des années 80. Grâce au Vidéotex, au NAPLPS ou à une sorte de technologie informatique vaguement conceptualisée, la télévision gagnerait en interactivité. Il serait possible de faire les courses par le biais de la télévision.